# Prionolabis simplex
Prionolabis simplex är en tvåvingeart som först beskrevs av Alexander 1911.  Prionolabis simplex ingår i släktet Prionolabis och familjen småharkrankar. Inga underarter finns listade i Catalogue of Life.